# Hinterrieding-Wasserfallkar
Hinterrieding-Wasserfallkar este o arie protejată (arie specială de conservare — SAC, sit de importanță comunitară — SCI) din Austria întinsă pe o suprafață de 65,68 ha, integral pe uscat.

## Localizare
Centrul sitului Hinterrieding-Wasserfallkar este situat la coordonatele 47°08′53″N 13°19′55″E / 47.1481°N 13.3319°E.

## Înființare
Situl Hinterrieding-Wasserfallkar a fost declarat sit de importanță comunitară în iunie 2015 pentru a proteja un număr necunoscut de specii din flora spontană și fauna sălbatică aflate în arealul zonei. Situl a fost protejat și ca arie specială de conservare în octombrie 2017.

## Biodiversitate
Situată în ecoregiunea alpină, aria protejată conține 5 habitate naturale: Râuri de munte și vegetația erbacee de pe malurile acestora, Pajiști boreale și alpine pe substrat silicios, Formațiuni pioniere alpine de Caricion bicoloris-atrofuscae, Grohotișuri silicioase de la nivelul montan până la nivelul zăpezii (Androsacetalia alpinae și Galeopsietalia ladani), Pante stâncoase silicioase cu vegetație casmofită.
La baza desemnării sitului se află un număr nedeclarat de specii protejate.